# カウントダウンヴァンパイヤーズ
『カウントダウンヴァンパイヤーズ』（COUNTDOWN VAMPIRES）は1999年にバンダイより発売された吸血鬼を題材にしたPlayStation用ホラーアクションアドベンチャーゲーム。アメリカでの販売も2000年にバンダイUSAが行った。
バンダイが企画・販売し、K2が開発した。

## 概要
本作のゲームシステムは、操作性や武器やアイテム使用や敵など、カプコンのバイオハザードに酷似しており、幾つか共通している。主人公の刑事キース・J・スナイダーを操作し、ゾンビのような動きをするヴァンパイア（吸血鬼）をはじめとした様々な敵に対処しながら脱出することを目的とする。ゲームは最初は武器に素手で戦うスタングローブと麻酔銃を装備しており、麻酔銃でヴァンパイアと化した敵を打ち込んでいき、倒れて完全に眠って立てなくなったところを白い水（聖水）を、ヴァンパイアに掛けたら元の人間の姿に戻る。このようにヴァンパイアと化した人々を殺さずに元の人間の姿に戻してレスキューしていく事もゲームのストーリー進行やクリアの評価にも影響を与え、レスキューするか殺すかどちらか状況によって判断して選択しなくてはならない。また人型バンパイア以外にも巨大な吸血コウモリや巨大狼男、巨大突然変異カエルなどの殺さなくてはならない敵クリーチャーも登場する。武器は麻酔銃以外にも、ハンドガンや、ショットガン、44マグナムリボルバー、グレネードガンなど殺傷能力がある様々な武器も手に入れたり、一部の武器で改造による銃器の強化なども出来る。ゲームにコインシステムがあり、「J」という通貨をステージ内の様々な場所で使用すると回復系アイテムやMAP入手などアイテムが入手する事が出来る。ヴァンパイア化した人々を殺さずにレスキューすると報奨金として「J」が手に入るが、カジノ内にある、スロットマシーンやルーレットのミニゲームをプレイして当てると当てたその分の「J」が入手出来る。ステージ内にネットワーク専用パソコンがあり、それでセーブしたり、アイテムを預けたり、取り出したり、電子メールを受け取って読む事が出来る。
また7時間未満で人型ヴァンパイアを全体の30%以上レスキューして全クリア（ランクはS）するとミラ、クラウディア、シェック、ジュール、フェデリコが登場し、黒装束の人物の正体など物語の真相を描いた隠しシナリオが解放される。ここで、ステージ内にある5ヶ所のラッキーコインシートのポイントを見つけ、「ラッキーコイン」を収獲出来る。またランクはSの状態で、7時間未満で人型ヴァンパイアを全体の60%以上レスキューしてクリアするとキースのヴァンパイアモードのミニゲームがプレイ出来る。
2000年11月-12月にアメリカのコミック出版社Studio Gが本作の後日談を描いた漫画を出版している。

## ストーリー
1999年12月24日アメリカにある架空のカジノシティ、プラタローザ市にある、巨大カジノホテル「デザートムーン」でホラー映画監督ランディ・ジョーンズの新作ホラー映画をテーマにしたオープニングセレモニー（前夜祭）のパーティが行われた。パーティのVIP警護の任務につく事になった、主人公の刑事キース・J・スナイダーは突如悪夢に襲われる。会場で火災が発生し、火はスプリンクラーの放水により消されるが、謎の黒い水の放水により、パーティの人々はヴァンパイアと化す。キースはバンパイアと化した人々とクリーチャーがいるカジノホテルから脱出を試みる。

## 登場人物
キース・J・スナイダー（Keith J Snyder）
年齢:23 血液型:B 身長:188cm 体重:73kg
主人公。プラタローザ市の隣州にある、シーレムス市の市警殺人課の刑事。彼のパートナーだった刑事ウィズリー・シモンズの謎の殺害事件の件で責任の一旦が彼にあると、謹慎処分の意味を込めて、プラタローザ市のカジノホテル「デザートムーン」のVIP警護の任務を任された。
幼い頃に生き別れ、ヴァンパイアハンターとなったというジェーン・D（Jane D）という姉がいる。
肉つきがよく引き締まった筋肉質の体型をしており、耳にピアス、右腕にタトゥーがある。彼のタトゥーは吸血鬼を題材にしたホラーアクション映画『フロム・ダスク・ティル・ドーン』の左腕にタトゥーがある主人公のセス・ゲッコーに対する敬意のオマージュである。
ミサト・ハヤカワ（Misato Hayakawa）
年齢:18 血液型:AB 身長:170cm 体重:42kg
ヒロイン。日本人女性のモデル。2年前のある病院で起きた事件で悪化した持病を治す為、プラタローザにやって来た。
「デザートムーン」でスタッフとして働いている時、今回の事件に巻きこまれ、キースに助けられ、キースに好意を持っている。
「LPS」という月を見ると意識不明になる持病を抱えている。実は彼女は「月の使者」と言われている。
同バンダイが発売したホラーアドベンチャーゲーム『R?MJ』に登場していたミサトと同一人物で、本作ゲームにゲスト出演。但し、事件から生還して治療の為に渡米したのは小説版で描かれた結末であり、ゲーム版では終盤に死亡している。
アリシア・S・ティラー（Alicia S Tiller）
「デザートムーン」の主催者。S.T.Gの会長で、スティーブン・ティラーの三女。
　ダムにある研究所でゲルスの血液のDNAから新人類を生み出そうとゲルスの棺を狙っていた。
黒装束の人物
キースの前に度々現れるライフル銃を持った全身黒尽くめのコートと帽子をし、声を変え顔も隠した謎の人物。
実はゲルスの棺の復活を阻止しようとしているヴァンパイアハンターであるが、キースとなにやら関係がある人物である。
ゲルスに関係していると言われるミサトも殺そうと狙っていた。
ゲルスの一族
ゲルスの一族の3人で、棺に入れられたゲルスの復活を企む吸血鬼でもある。
ゲルス（Gells）
棺に入れられた「月の使者」と言われている、ミサトに関連した「闇を支配する野獣の王者」。
ミラ・スウィッシュ（Mira Swish）
年齢:25 血液型:A 身長:176cm 体重:59kg
プラタローザ市警殺人課の女性刑事。
キースと同じく「デザートムーン」のVIP警護の任務にあたっていた。
プラタローザで頻繁に起きている行方不明者連続殺人事件を担当しているが、実は行方不明の妹のクラウディアを探している。
クラウディア・スウィッシュ（Claudia Swish）
年齢:19 血液型:B 身長:170cm 体重:48kg
行方不明となっているミラの妹。
10年前の9歳の時、家族旅行で訪れたカジノホテルで失踪。
シェック・ガードナー（Sheck Gardner）
年齢:33 血液型:A 身長:193cm 体重:80kg
プラタローザの特殊部隊SWATオメガチームの隊員で、キースとミラを支援する。
妻バーバラと2人の子供がいる。
ジュール・ドアーズ（Jules Doors）
プラタローザの特殊部隊SWAT所属の隊員。
シェックと一緒に「デザートムーン」に派遣されたが、実は秘密があり、何か企んでいる人物である。
フェデリコ・カステロ（Frederico Castero）
キースと同じシーレムス市殺人課の刑事。
シーレムス市警察のネットワーク送信専用メールを使って、キースにメールで多くの情報を提供してくれる。

## 登場武器
STAN-1A
炭酸ガスにより、小さな針を敵に打ち込む、麻酔銃。キースの初期装備。
スタングローブ
電流が流れた、接近戦用のグローブでキースが最初から持っている武器である。
拳銃
P99。9ミリ弾の弾薬によるオートマチック拳銃。
ショットガン
M37SS。12ケージ弾を使う散弾を発射する武器。
ライフル銃
AR15A3。セミオートタイプのライフル銃。
44マグナム
ステンレス製のカスタムリボルバー。
マシンガン
M6LMG。3083弾を使用する軍用マシンガン。
グレネード発射機
小型のグレネードランチャー。

## 主なステージ
デザートムーン
カジノシティ、プラタローザにある巨大カジノホテル。
フィアムーン
巨大カジノホテル「デザートムーン」にあるカジノスペース。
スロットマシーンやルーレットなど設置され、ダンサーが踊るステージショーもある。
スクリーミングムーン
フィアムーンから通る「デザートムーン」にある。
シアター施設やホラー映画監督ランディ・ジョーンズの人気ホラー映画「ビーストムーン」シリーズや月や吸血鬼に関連した展示などがある。
悪魔の館
スクリーミングムーンから通る「デザートムーン」のホテル。
地下研究所
悪魔の館にある噴水から続く秘密の地下通路にある研究所。
モービルグレイヴ
プラタローザから脱出した主人公が辿り着いた、ガソリンスタンドがある廃車置場。
マーリンタウン
モービルグレイヴに続く、吸血鬼伝説と城跡で有名なログキャビンが立ち並ぶ小さな町。ヴァンパイアの貴族だったゲルスと関係ある町のようで、墓場があり、ダムに通じるエレベーターがある。
ラナル・ダム上層・下層
マーリンタウン付近にあるダム施設。施設の内部にはアリシア・S・ティラーのS.T.G社によるゲルスの血液を使った新人類を蘇生する為の実験施設になっている。